# 通海地震
座標: 北緯24度11分 東経102度32分 / 北緯24.19度 東経102.54度
通海地震（つうかいじしん）は、1970年1月4日（現地時間で1月5日）、中国の雲南省通海県で発生したM7.5（Mw7.1）の大地震。地震によって甚大な被害がもたらされ、死者15,621人・負傷者26,783人という人的被害が出た。
これは中華人民共和国の建国以来、3番目に大きな地震であったが、文化大革命の時だったため、地震から3日間、公式メディアは災害を報道しなかった。

## 政府の対応
雲南日報が「昆明南部でマグニチュード7の地震が発生した」と報道したのは地震発生の4日後であった。ニュースでは特定の場所や犠牲者について言及せず、ただ「毛沢東思想の指導の下で…我々は災害との戦いで間違いなく徹底勝利を勝ち取るであろう」と強調しただけだった。その後、人民日報は、被災地の人々が大惨事の後で「救援や寄付は不要」で毛沢東の肖像画や毛主席語録等の精神的支援しか受け取っていないと報じた。地震当日、北京市はすぐ医療チームを集め、その日の夜に特別機は昆明市を経由し救援のため通海に到着した。震災後、中央政府は「自力更生、奮発向上、生産発展、国家再建」という16文字のスローガンを打ち出した。当局が地震の死者数を公式公表したのは30年後の2000年になってからであった。

## 民間の対応
当時は文化大革命がまだ終わっていない状況だったので被災地の当局者は「救援食糧不要、救援金不要、救援物資不要」というスローガンを呼びかけた。このような風潮の下では直接的な、経済的および物質的支援はほとんど受け入れられなかった。全国から被災地に14万3千通以上の慰問の手紙が送られたので、16万人の住民のほぼ全員が手紙を受け取った。毛沢東思想で理論武装することですべての困難を乗り越えることができると信じられていたので、毛沢東に関連する種々な書籍やバッジも送られ、これによって被災地の人々が故郷を再建するための精神的支援とした。海外からの援助の申し出は完全に拒否され、国内からの援助さえも阻止された。
スローガンを唱え終わった後、人々は破壊された故郷再建の難しさに直面する事となった。食べ物に事欠くばかりか住宅などの再建も進まず、1〜2年間は藁束の下で雨風などを凌ぐことを余儀なくされた。しかも藁は燃えやすく、藁束に火が着いて命を落とす事案が震災後も後を絶たなかった。このように精神的"支援"は結局、望ましい効果をもたらさなかった。